# Marine Lorphelin
« Lorphelin » redirige ici. Pour l’article homophone, voir L'Orphelin.
Marine Lorphelin, née le 16 mars 1993 à Mâcon (Saône-et-Loire), est une médecin, reine de beauté, animatrice française. Elle est élue successivement Miss Saône-et-Loire 2012, Miss Bourgogne 2012, Miss France 2013 puis 1re dauphine de Miss Monde 2013.
Elle est la Miss France la plus titrée depuis la création du concours[réf. nécessaire], ayant reçu également le titre de Miss World Europe par le comité Miss Monde, la considérant ainsi comme l'ambassadrice légitime de l'Europe et de la beauté européenne. Elle devient aussi 1re dauphine de Miss Beach Fashion, 2e dauphine de Miss Top Model, 5e dauphine de Miss Beauty with a Purpose et se classe dans le Top 20 de Miss Sports and Fitness.
Depuis 2025, Marine Lorphelin est officiellement docteur en médecine générale.

## Biographie

### Famille et jeunesse

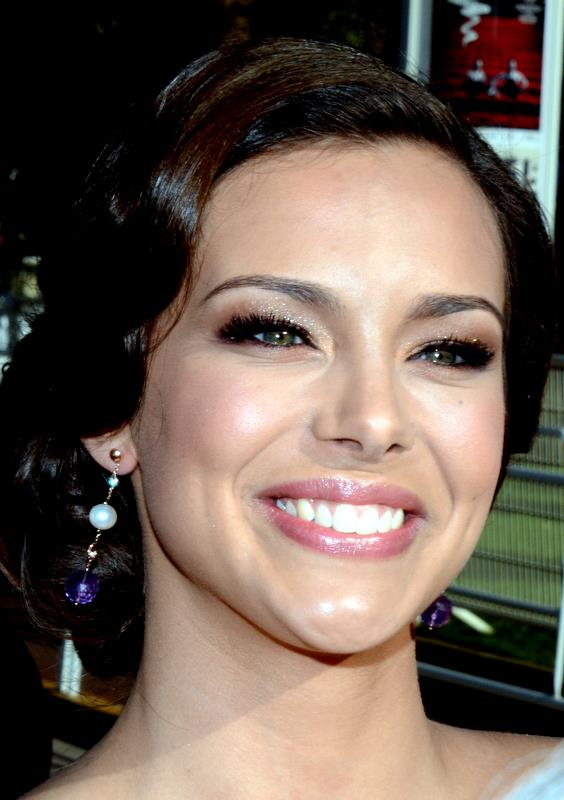
Marine Lorphelin en 2014.

Marine Lorphelin est née le 16 mars 1993 à Mâcon. Elle est la fille de Philippe Lorphelin, professeur de batterie et de Sandrine Lorphelin, assistante en ressources humaines dans une fabrique de jus de fruits.
Sa sœur cadette prénommée Lou-Anne, née en 1998, est Miss Saône-et-Loire 2020 puis Miss Bourgogne 2020, huit ans après elle,. Lou-Anne Lorphelin se classe 4e dauphine de Miss France 2021 Amandine Petit. Par ailleurs, ayant obtenu la meilleure note au test préalable (17,5/20), elle obtient le prix de la culture générale. Leur frère, benjamin de la famille, se prénomme Enzo. Il est né en 2000[réf. nécessaire].
Très sportive, Marine Lorphelin pratique durant son enfance la gymnastique (huit ans) puis l'athlétisme (cinq ans) et remporte le titre de championne de Bourgogne de triple saut dans la catégorie minime,. Marine Lorphelin a des notions d'anglais, d'allemand et de mandarin. Elle prend durant quatre ans des cours de batterie.

### Formation
Elle est scolarisée à l'école de la Coupée à Charnay-lès-Mâcon, puis au collège Bréart et au lycée Lamartine de Mâcon, où elle obtient son baccalauréat scientifique avec mention « très bien ».
Marine Lorphelin étudie la médecine à l'université Claude Bernard Lyon 1 et réussit le concours de première année commune aux études de santé (PACES) en juin 2012,. Au moment de son élection, elle espère se spécialiser dans le domaine pédiatrique ou obstétrique.
Elle termine sa sixième et dernière année en juin 2018, se classant 3 795e sur 8 706 candidats aux épreuves classantes nationales informatisées 2018 (ex-concours de l'internat de médecine). Avec son classement, ses choix premiers n'étant plus disponibles, elle opte finalement pour devenir interne en médecine générale auprès de l’Assistance publique - Hôpitaux de Paris (AP-HP).
2022 a marqué la fin de ses études, elle devient ensuite docteure en médecine générale suite à sa thèse en 2025 ,.

### Vie privée
Marine Lorphelin a été en couple avec Christophe Malmezac, originaire de Tahiti. En 2019, le couple se fiance et annonce en janvier 2020 le mariage pour l'hiver 2020, cependant en raison de la pandémie de COVID-19, celui-ci est reporté.
En octobre 2021, elle part s'installer en Nouvelle-Calédonie avec son fiancé Christophe. Elle y terminera ses études de médecine par un stage de six mois en gynécologie, puis passera sa thèse[réf. nécessaire] afin de devenir officiellement médecin généraliste en 2025.
Le 18 juillet 2023 Marine annonce sa rupture avec Christophe sur son compte Instagram.
Depuis septembre 2023 elle est en couple avec Stanislas Gruau.

### Élection de Miss France 2013
Marine Lorphelin est élue Miss France 2013 le 8 décembre 2012 à Limoges. Elle succède ainsi à Delphine Wespiser, Miss France 2012. Elle est élue avec 41,67 % des votes du public, devenant la Miss France ayant obtenu le plus de voix lors de son élection.
Ses dauphines sont :
- 1re dauphine : Miss Tahiti, Hinarani de Longeaux ;
- 2e dauphine : Miss Nord-Pas-de-Calais, Sophie Garénaux ;
- 3e dauphine : Miss Martinique, Camille René ;
- 4e dauphine : Miss Pays de Loire, Mélinda Paré ;
- 5e dauphine : Miss Rhône-Alpes, Julie Jacquot ;
- 6e dauphine : Miss Côte d'Azur, Charlotte Mint.

La société Miss France lui attribue également le Prix de la Culture Générale, où elle obtient une note de 17/20.

### Premiers pas en tant que Miss
Depuis 2009, Marine Lorphelin défile et réalise des séances photo pour le styliste mâconnais Laurent Crépeau. Grâce à ces clichés, elle est repérée par le vice-président du comité Miss Bourgogne. La jeune femme souhaite obtenir le concours de fin de première année de médecine avant de participer à l'élection. En juin 2012, l'étudiante est élue Miss Saône-et-Loire. En septembre, elle est élue Miss Bourgogne à Autun. Elle déclare alors s'être présentée en souvenir de sa grand-mère, qui rêvait de la voir se présenter à un casting et devenir miss.
Le 8 décembre 2012, à l'âge de 19 ans, elle devient la deuxième Miss Bourgogne sacrée Miss France, et porte la couronne nationale treize ans après Sonia Rolland. Elle est qualifiée pour Miss Monde 2013. Sa première dauphine, Hinarani de Longeaux, participera au concours de Miss Univers 2013.

### Année de Miss France

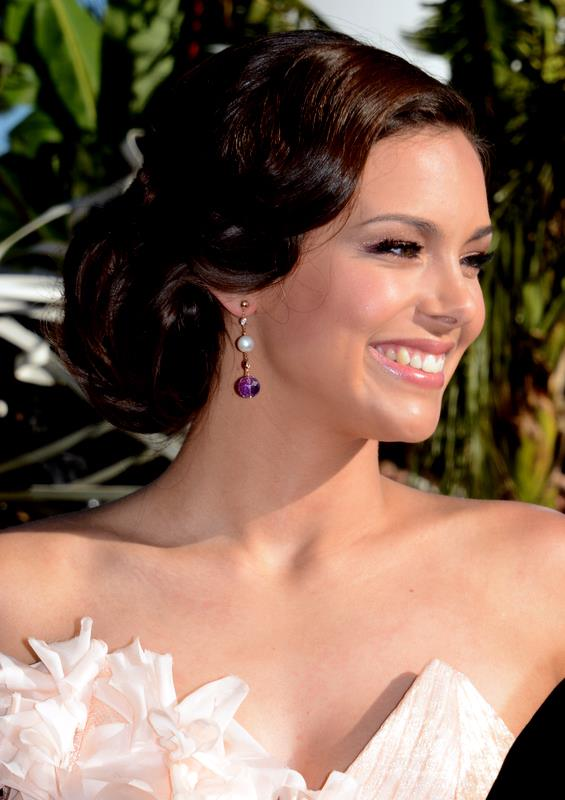
Marine Lorphelin au Festival de Cannes 2013.

Dès son sacre, Miss France 2013 commence une marche médiatique en étant invitée sur de nombreux plateaux de télévision (Journal de 13 heures de TF1 , On n'est pas couché (France 2), Touche pas à mon poste (D8), C à vous (France 5), interviewée par de nombreux radios, journaux, magazines et autres médias (Europe1, Télé Star, etc).
Le 24 décembre 2012 au soir, elle fait une apparition sur le plateau des Douze coups de Noël, présenté par Jean-Luc Reichmann.
Le 26 janvier 2013, elle fait partie des remettants d'un NRJ Music Award lors de la XIVe cérémonie en direct sur TF1, accompagnée par Élie Semoun et Kev Adams.
En février 2013, elle participe, avec Titoff, à l'émission Les Crazy Games à la neige sur Gulli, présentée par Anne-Gaëlle Riccio et Philippe Candeloro.
Le 27 février 2013, elle se rend au salon de l'Agriculture, à Paris.
Le 4 mars, elle est candidate avec Cyril Féraud au jeu Mot de passe, présenté par Patrick Sabatier sur France 2. Mi-mars, elle participe à l'émission Money Drop, animée par Laurence Boccolini. Le 5 avril, elle est candidate à Qui veut gagner des millions ?, prime-time spécial Sidaction, aux côtés de Cauet. Le 3 mai, elle participe au prime-time du jeu Money Drop en duo avec Dove Attia.
Le 26 mai, elle monte les marches du Festival de Cannes en compagnie de l'acteur Alain Delon.
En juin 2013, elle s'associe à la marque de chaussures Cosmoparis et en devient l'égérie.
Le 7 juillet, elle assiste à Carelles au traditionnel défilé chorégraphique et musical.
Le 3 août, elle participe au jeu Fort Boyard sur France 2, accompagnée de deux de ses dauphines, Hinarani de Longeaux et Sophie Garénaux, de Lætitia Bléger (Miss France 2004), de Jean-Michel Maire et de Jérémy Ferrari. L'équipe a gagné plus de 18 000 €, soit assez pour opérer deux enfants avec des malformations du cœur en France.
Le 20 novembre, dans le documentaire Il était une fois Miss France sur TMC, Marine Lorphelin fait part de son expérience de Miss France dans un sujet qui lui est consacré. Elle est notamment interviewée par l'ancienne Miss France devenue journaliste Malika Ménard.
Pendant cette année, elle a voyagé en Espagne, à l'Île Maurice, en Italie, en Angleterre, à La Réunion, en Guadeloupe, au Sri Lanka, en Indonésie pour le concours Miss Monde 2013, et fait une escale en Malaisie avant et après l'obtention de son titre de 1re dauphine de Miss Monde 2013. Elle a aussi voyagé un peu partout en France (en métropole et en outre-mer) tout au long de l'année, notamment pour les galas en régions.
Le 7 décembre, elle transmet son titre à Flora Coquerel, Miss Orléanais élue Miss France 2014 au Zénith de Dijon, en direct sur TF1.

### Engagements humanitaires
Marine Lorphelin souhaite mettre à profit son titre de Miss France afin de « défendre la cause des enfants et le don d'organes et changer les mentalités ».
En tant qu'ambassadrice de la marque Garnier et ambassadrice de l'Unicef, Marine Lorphelin part à ce titre en Jordanie fin octobre 2018, dans un camp de réfugiés syriens à la rencontre d'enfants déracinés et de famille de réfugiés.
Elle est une des ambassadrices de l'association Les Bonnes Fées, qui a principalement pour but d’intervenir auprès des personnes les plus démunies, atteintes de maladies et/ou isolées afin d'améliorer leurs conditions de vie.

## Élection de Miss Monde 2013
Marine Lorphelin participe le 28 septembre à l'élection de Miss Monde 2013 à Bali en Indonésie. Avant l'élection, elle se classe 2e au concours Miss Beach Beauty, 3e à Miss Top Model, 6e à Miss Beauty with a Purpose et dans le Top 20 à Miss Sports and Fitness.
Elle est sacrée première dauphine de Miss Monde 2013, Megan Young (Miss Philippines). Il s'agit du meilleur résultat obtenu par la France depuis 1998 où Véronique Caloc (1re dauphine de Miss France, remplaçant Sophie Thalmann pour ce concours) était, elle aussi, devenue 1re dauphine de Miss Monde.
De plus, en étant l'Européenne la mieux classée dans ce concours, Marine Lorphelin devient Miss World Europe 2013, représentant donc l'Europe dans le monde.

## Après Miss France

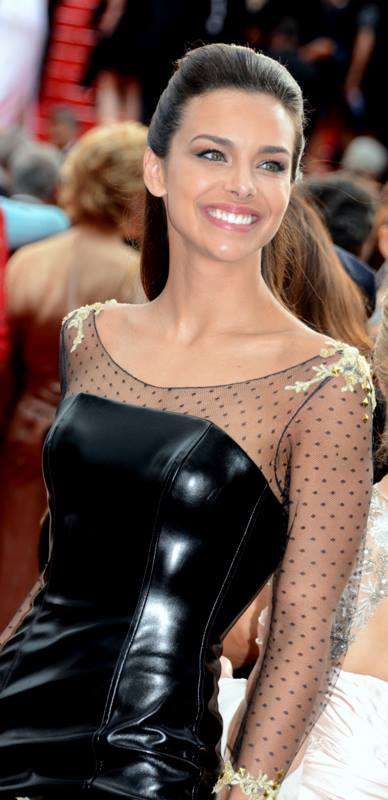
Marine à Cannes en 2014

À l'issue de son année de « règne », elle reprend ses études en deuxième année de médecine à l'Université Claude-Bernard-Lyon-I, début 2014 et les termine en juin 2018. Le 5 novembre 2018, elle commence son internat en médecine générale auprès de l’Assistance publique - Hôpitaux de Paris (AP-HP) d'une durée théorique de trois ans (six semestres).
Elle se rend en Polynésie française pendant une semaine en compagnie de Sylvie Tellier, Flora Coquerel, Alexandra Rosenfeld, Mareva Galanter, Chloé Mortaud et Mareva Georges. Elle visite Moorea et Bora Bora avant l'élection de Miss Tahiti 2014, où elle est membre du jury.
Elle continue de voyager en France pour des élections locales ou départementales et parcourt le monde en découvrant le Maroc, la Polynésie française et la Nouvelle-Calédonie et redécouvre l'Île Maurice.
En mai 2014, elle est de nouveau présente au Festival de Cannes, en compagnie du chanteur Bastian Baker. Elle participe de nouveau au jeu Fort Boyard durant l'été 2014, puis en 2018, 2019 et 2020.
En 2015 et 2016, elle co-anime avec Christophe Dechavanne l'émission de divertissement Les Extra-ordinaires, diffusée en première partie de soirée sur TF1.
Le 16 novembre 2016, elle lance son blog de santé et bien-être intitulé L’effervescence de Marine créé par l'agence « Oh My Com »[réf. nécessaire].
Fin 2016, elle devient l'égérie de la marque de cachemire Lana Di Capra. Depuis 2017, elle est aussi l'égérie du joaillier Édouard Nahum, et se rend à cette occasion au Festival de Cannes, le 19 mai 2017. En mars 2018, elle devient l'ambassadrice de la marque Garnier.
Le 1er avril 2017, elle lance sa chaîne Youtube intitulée « Marine Lorphelin ». Elle présente le contenu de sa chaîne comme étant dédiée au bien-être du corps et de l'esprit.
Elle participe avec Vincent Lagaf' à l'émission L'Aventure Robinson, diffusée en première partie de soirée sur TF1 le 14 décembre 2018.
Le 15 décembre 2018, elle est présente à l’élection de Miss France 2019 se déroulant au Zénith de Lille et retransmise en direct sur TF1. Elle y chante sur scène en compagnie de Flora Coquerel et Laury Thilleman.
Le 17 décembre 2022, elle fait partie des membres du jury de l'élection de Miss France 2023, présidé par Francis Huster.

## Synthèse des émissions

### Télévision
- 2013, 2014, 2018, 2019, 2020, 2024 : Fort Boyard sur France 2 : participante
- 2014-2015 : Les Extra-ordinaires sur TF1 : coanimatrice avec Christophe Dechavanne
- 2015 : À prendre ou à laisser, spécial Miss France sur D8 : candidate
- 2017 : Tout le monde joue sur France 2 : candidate
- 2018 : L'Aventure Robinson sur TF1 : participante
- 2020 : Stars à nu sur TF1 : participante
- 2020-2024 : Le Grand Concours sur TF1 : participante
- 2021 : Recherche appartement ou maison sur M6 : participante
- 2022 : Élection de Miss France 2023 sur TF1 : jurée
- Depuis 2023 : Le Magazine de la santé sur France 5 : chroniqueuse
- 2024 : Aux Jeux Streamers ! sur France.tv Slash
- 2024 : Des blouses pas si blanches : enquête sur les violences sexistes et sexuelles à l'hôpital, sur M6
- 2024 : Télématin sur France 2 : chroniqueuse
- Depuis  le 25/2/2025 : Prenez soin de vous sur France 5 : animatrice

### Radio
- 2021-2022 : On est bien sur RTL : chroniqueuse

## Palmarès
- Miss Saône-et-Loire 2012, élue le 9 juin 2012.
- Miss Bourgogne 2012, élue le 29 septembre 2012.
- Miss France 2013, élue le 8 décembre 2012 à Limoges.
- 1re dauphine de Miss Monde 2013, élue le 28 septembre 2013 à Bali (Indonésie).
- Miss World Europe 2013, élue le 14 décembre 2013 à Londres (Royaume-Uni).
- 1re dauphine de Miss Beach Fashion (en marge du concours Miss Monde).
- 2e dauphine de Miss Top Model (en marge du concours Miss Monde).
- 5e dauphine de Miss Beauty with a Purpose (en marge du concours Miss Monde).